# Sklavereiabkommen
Das Sklavereiabkommen von 1926 ist ein völkerrechtlicher Vertrag, der im Rahmen des Völkerbundes geschlossen wurde, zur Abschaffung der Sklaverei und des Sklavenhandels.
Das Abkommen wurde im Jahr 1953 durch ein Protokoll ergänzt sowie durch eine zusätzliche Konvention aus dem Jahr 1956.